# All Time Best (風男塾のアルバム)
「All Time Best」（オール・タイム・ベスト）は、2017年9月27日に発売された風男塾のベストアルバム。

## 概要
2017年9月にデビュー10周年を迎えた男装アイドルグループ・風男塾の、初のオールタイムベストアルバム。
これまで発売したデビューシングル「男坂」～最新シングル「証－soul mate－」までの全シングル曲と、ボーナストラックを収録。10周年記念限定BOXと通常盤の2種類。
10周年記念限定BOXはCDの他に、「男坂」～「証－soul mate－」までのMusic Videoを収録した特典DVDと、さらに風男塾活動10年間の中で節目節目に流れきた「絆」を収録した特製ミニオルゴールをBOXに収める超豪華仕様。

## 収録曲
テイチクレコード公式サイト内の紹介ページによる。

### 10周年記念限定BOX

#### CD

##### DISC 1
1.男坂
2.俺の空
3.勝つんだ!
4.無敵!夏休み
5.同じ時代に生まれた若者たち
6.Love Spider
7.風一揆
8.雨ときどき晴れのち虹
9.人生わははっ!
--ボーナストラック--
10.夢幻のプロキオン（第1回「風王が選ぶ！風歌番付」1位）
11.七常の風器（2017 六常の風器 Ver.）（第2回「風王が選ぶ！風歌番付」1位）

##### DISC 2
1.下を向いて帰ろう
2.RIKISHI-MAN
3.男装レボリューション
4.チェンメン天国
5.BE HERO
6.瞬間到来フューチャー
7.もしも これが恋なら
8.友達と呼べる君へ
9.NOIR〜ノワール〜
10.証-soul mate-
--ボーナストラック--
11.希望の夕日が燃えている（浦正と虎次郎の卒業公演のためにはなわが書き下ろした曲を初音源化）

#### DVD
（10周年記念BOX のみ）
1.男坂
2.俺の空
3.勝つんだ！
4.無敵！夏休み
5.同じ時代に生まれた若者たち
6.Love Spider
7.風一揆
8.雨ときどき晴れのち虹
9.人生わははっ！
10.下を向いて帰ろう
11.男装レボリューション
12.チェンメン天国
13.BE HERO
14.瞬間到来フューチャー
15.もしもこれが恋なら
16.友達と呼べる君へ
17.NOIR〜ノワール〜
18.証 -soul mate-
★特製ミニオルゴール（「絆」を収録）付き
※完全初回限定生産

### 通常盤

#### CD
10周年記念限定BOX　と収録内容共通